# Приеде, Гунарс
Гунар(с) Приеде (латыш. Gunārs Priede, 17 марта 1928 — 22 декабря 2000) — советский латвийский драматург и общественный деятель. Народный писатель Латвийской ССР (1988). Почётный член Латвийской академии наук (1995).

## Биография
Родился 17 марта 1928 года в Риге, в семье государственного чиновника Рейнхолда Приеде.
Окончил Вентспилсскую среднюю школу и архитектурное отделение инженерно-строительного факультета Латвийского государственного университета (1953). Работал научным секретарём в Архитектурно-строительном институте Академии Наук Латвийской ССР (1953—1955), педагогом Рижского сельскохозяйственного техникума (1955—1957) и педагогом Рижского строительного техникума (1957—1956).
Был консультантом по драматургии в Союзе писателей Латвийской ССР (1958—1960), членом и руководителем сценарного отдела Рижской киностудии (1960—1964), художественным экспертом и членом репертуарной комиссии Министерства культуры Латвийской ССР (1964—1965), 1-м секретарём правления Союза кинематографистов Латвийской ССР (1965—1968), секретарём (1972—1974) и 1-м секретарём (1974—1984) правления Союза писателей Латвийской ССР, членом Комитета по Ленинским и Государственным премиям в области науки и искусства при Совете Министров СССР (1975—1989), председателем Латвийского комитета Братского кладбища (с 1989). Депутат Верховного Совета Латвийской ССР 9-го созыва.
Ушёл из жизни 22 декабря 2000 года, похоронен на городском кладбище в Лиелварде.

## Творчество
Первой публикацией стала театральная рецензия в газете «Literatūra un Māksla» (1949). Начиная со своей новаторской дебютной пьесы «Лето младшего брата», поставленной в 1956 году режиссёром Петерисом Петерсоном на сцене Художественного театра имени Я. Райниса, отдавал предпочтение молодёжной аудитории. Помимо драматургии, был автором книг «Ko mums te būs mācīties?», «Arhitekts Vilhelms Bokslavs un Rīga» и дневника «Mans 1984. gads». Был автором сценария фильмов Рижской киностудии «Верба серая цветёт», «Под землёй», «Ты нужен», «Дышите глубже».

## Признание и награды
- Государственная премия Латвийской ССР в области литературы (1959)
- Заслуженный деятель культуры Латвийской ССР (1976)
- Литературная премия им. А. Упита (1982)
- Народный писатель Латвийской ССР (1988)
- Офицер Ордена Трёх Звезд (1995)

## Сочинения

### Драматургия
- «Лето младшего брата» (латыш. Jaunākā brāļa vasara, 1955)
- «Хотя и осень» (латыш. Lai arī rudens, 1956)
- «Девушка Нормунда» (латыш. Normunda meitene (1958)
- «Первый бал Вики» (латыш. Vikas pirmā balle, 1960)
- «Мик и Дзилна» (латыш. Miks un Dzilna, 1963)
- «Твоё доброе имя» (латыш. Tava labā slava, 1965)
- «По дороге китов» (латыш. Pa valzivju ceļu, 1965)
- «Тринадцатая» (латыш. Trīspadsmitā, 1966)
- «Запах грибов» (латыш. Smaržo sēnes, 1967)
- «Офелия и её внуки» (латыш. Otīlija un viņas bērnubērni, 1971)
- «Костёр внизу у станции» (латыш. Ugunskurs lejā pie stacijas, 1972)
- «Голубая» («латыш. Zilā», 1972)
- «Песня сороки» (латыш. Žagatas dziesma, 1978)
- «Знаем ли мы его?» (латыш. Vai mēs viņu pazīsim?, 1980)
- «Учебная тревога» (латыш. Mācību trauksme, 1980)
- «Разъярённый червь» (латыш. Saniknotā slieka, 1983)
- «Филиал» (латыш. Filiāle, 1983)
- «Центрифуга» (латыш. Centrifūga, 1985)
- «Заснеженные горы» (латыш. Sniegotie kalni, 1986)

### Изданные сборники
- Семь пьес (латыш. Septiņas lugas, 1968)
- Пять пьес (латыш. Piecas lugas, 1973)
- Сельские пьесы (латыш. Lauku lugas, 1983)
- Bībers G. Gunāra Priedes dramaturģija. — R., 1978
- Šapiro Ā. Starp-brīdis. — Rīga, 1991
- Приеде, Гунарс // Рига : Энциклопедия = Enciklopēdija Rīga / [пер. с латыш. ; гл. ред. П. П. Еран]. — Рига : Главная редакция энциклопедий, 1989. — С. 576. — ISBN 5-89960-002-0.